# Safia Zaghloul
Safia Zaghloul, née Safia Moustafa Fahmi en 1876 et morte en 1946, est une femme politique et une féministe égyptienne. Elle est parmi les premiers dirigeants du parti Wafd.

## Biographie
Issue d'une famille d'origine turque, Zaghloul est née en 1876. Elle est la fille de Moustapha Fahmi Pacha, l'ancien premier ministre d'Égypte.
Elle épouse Saad Zaghloul en 1896. En 1919, l'arrestation de son époux par les Britanniques provoque des émeutes et déclenche ce que certains appellent la première révolution égyptienne. Finalement, Saad Zaghloul est libéré en avril 1919 et exilé.
À la suite de cet exil, elle participe à l'animation du courant politique qu'il incarnait. Elle devient une figure centrale du parti Wafd, et sa maison un centre de réunion des opposants. Féministe persuadée de la nécessité d'une participation des femmes à l'obtention de l'indépendance par l'Égypte, elle  organise, avec Huda Sharawi, une manifestation réunissant plusieurs centaines de manifestantes le 19 mars 1919 sur la voie publique. Saad Zaghloul, plusieurs fois exilé et revenu définitivement en Égypte en 1923, devient Premier ministre de l'Égypte du 26 janvier 1924 au 24 novembre 1924.

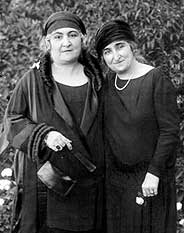
Avec Houda Cha'arawi.
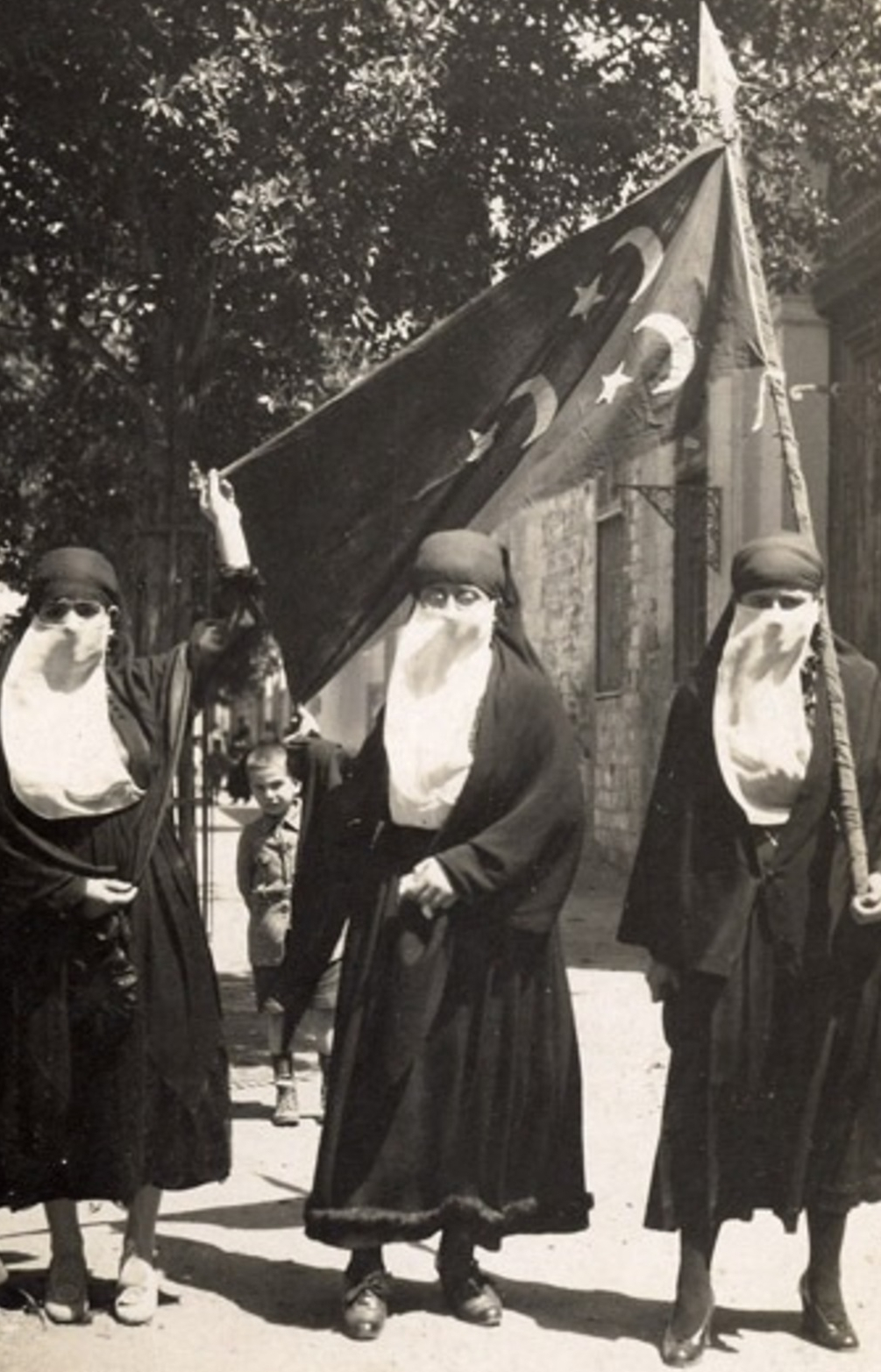
Manifestation en 1919.

Après la mort de son époux, en 1927, elle reprend à nouveau une place importante au sein du parti Wafd, et anime le mouvement des femmes de cette organisation. En 1931, le parti Wafd boycotte les élections et est écarté du pouvoir. À 61 ans, elle se met en retraite de la vie politique égyptienne, après la mort du roi Fouad Ier, l'avènement de son fils Farouk et le succès dans les urnes du parti Walf. Elle meurt en 1946.
Elle était connue comme Umm al-Misriyyin (la mère des Égyptiens), et son domicile au Caire, a été appelé Bayt al-Umma (la Maison de la Nation)..